# البئر الروماني
 البئر الروماني  هو معلم أثري تونسي مصنف من قبل المعهد الوطني للتراث يقع في ولاية قابس في الجنوب الشرقي التونسي، تحديدا في مدينة وادي الحاج (هنشير احمد) تم تصنيف المعلم في يوم 22 مارس 1899 .

## مقالات ذات صلة
- قائمة المعالم الأثرية المصنفة في تونس